# Mork & Mindy
Mork & Mindy é uma sitcom americana estrelando Robin Williams, como Mork, e Pam Dawber, como Mindy. O ator Robin Williams apareceu pela primeira vez na televisão em Mork & Mindy, em 1978, no canal ABC.

## Sobre

### Enredo
Mork é um extraterrestre que veio do planeta Ork, numa nave espacial de formato oval, em que semanalmente ele deixa uma mensagem para seu líder, Orson, reportando sobre a Terra. Ao chegar à Terra Mork encontrou Mindy, que o convidou para morar na cidade de Boulder com ela, com quem passa por situações cômicas, pois não conhece muito sobre os costumes do planeta e nem sobre os sentimentos humanos, às vezes passando-se por maluco. A saudação de Mork consiste num aperto de mão seguido da frase "Nano-Nano" (Saudação orkana), virando um bordão do seriado.

### Transmissão
Mork & Mindy foi exibido de maio de 2006 até 3 de fevereiro de 2008 na Nickelodeon no bloco Nick At Nite de segunda à sexta às 22:30, sábado e domingo à meia-noite. Após as constantes reprises e sem episódios novos, o seriado foi tirado do ar sem aviso prévio.
Este foi o primeiro grande trabalho de Robin Williams, que após sua performance como Mork num episódio da série Happy Days ter surpreendido, ganhou a sua própria série Mork & Mindy.

A dublagem de "Mork" no seriado foi seguida em outros filmes de Robin Williams, às vezes editada por computador para ficar com um timbre de voz mais grave (por causa da idade); a dublagem era substituída em apenas alguns filmes.[carece de fontes?]

## Personagens
- Robin Williams como Mork
- Pam Dawber como Mindy McConnell
- Conrad Janis como Fred McConnell
- Elizabeth Kerr como Grandma Cora Hudson
- Tom Poston como Franklin Bickley
- Jonathan Winters como Mearth
- Jay Thomas como Remo Davinci
- Gina Hecht como Jean Davinci
- Jim Staahl como Nelson Flavor
- Ralph James como Orson (somente voz)